# Anfare
Anfare (in greco antico: Ἀμφάρης?, Amfàres; ... – III secolo a.C.) è stato un politico spartano.
Eforo nel 241 a.C., condannò a morte e fece giustiziare il re Agide IV.

## Biografia
Anfare fu nominato eforo nel 241 a.C., assieme ad altri quattro colleghi, su esplicita indicazione del re Agiade Leonida II, una volta tornato sul trono dopo che l'anno precedente era stato deposto dall'eforo Lisandro.
Tornato sul trono, Leonida destituì il genero Cleombroto II, che era stato eletto re al suo posto da Lisandro, e gli efori che erano in carica, tra i quali vi era Agesilao, figlio di Eudamida I e zio del re Euripontide Agide IV, collega di Leonida nel sistema diarchico di governo dell'antica Sparta.
Successivamente, Leonida si accordò con Anfare per eliminare definitivamente il collega, in modo da vendicare la sua precedente deposizione. L'eforo approfittò della sua amicizia con Agide, che, dopo il ritorno di Leonida, si era rifugiato nel tempio di Atena Calcieco, per attirarlo in un tranello ed imprigionarlo.
Successivamente, Anfare chiamò i quattro efori colleghi e istruì un processo sommario contro il re, che si concluse con la sua condanna a morte. Agide fu quindi immediatamente ucciso, nella prigione dove si trovava, assieme alla madre Agesistrata e alla nonna Archidamia, che erano accorse alla notizia della sua cattura.
Agide fu l'unico re spartano ad essere stato ucciso per ordine degli efori, e la sua uccisione, secondo il racconto di Plutarco, suscitò profondo dolore ed odio nei confronti di Leonida e di Anfare.
Plutarco sostiene che Anfare appoggiò Leonida nel suo disegno regicida per non dover restituire il vasellame e le vesti di grande valore che aveva avuto in prestito da Agesistrata.